# Emasculación
Se denomina emasculación (del latín emasculāre) a la ablación total de los órganos genitales externos masculinos, es decir, tanto del pene como de los testículos.
También se denomina emasculación a la eliminación de los estambres de las flores. Esto se hace para evitar que en un cultivo dedicado a la producción de semillas con características determinadas las plantas se crucen con otras de distintas características. Así se hace una polinización dirigida.

## Historia y cultura
- En algunas culturas se da la emasculación voluntaria por motivos religiosos, como la del teólogo Orígenes.
- En la cultura romana los hombres que se consagraban como sacerdotes de la diosa Cibeles debían pasar por esta intervención, por lo que más tarde se terminó prohibiendo el culto a esta diosa.
- Es el término utilizado en el delirio de Shereber para dar cuenta de la transformación de su sexo masculino en femenino, y en la novela Los cachorros, de Mario Vargas Llosa, al referirse al incidente de Cuéllar tras ser mordido por un perro en los genitales. La obra fue adaptada al cine por el director mexicano Jorge Fons en 1973.
- William Wallace, condenado a muerte por rebelión, fue ahorcado, descolgado antes de que se ahogase, emasculado, eviscerado y sus intestinos fueron quemados ante él, antes de ser decapitado.